# Andrius Skerla
Andrius Skerla (Vilnius, 29 aprile 1977) è un ex calciatore lituano, di ruolo difensore.

## Palmarès

### Competizioni nazionali
- A Lyga: 1

Žalgiris Vilnius: 2013
- LFF Supertaurė: 1

Žalgiris Vilnius: 2013
- Lietuvos Taurė: 3

Žalgiris Vilnius: 1996/1997, 2011/12, 2012/13
- Campionato olandese: 1

PSV Eindhoven: 1999-2000
- Coppa di Polonia: 1

Jagiellonia: 2009-2010
- Supercoppa di Polonia: 1

Jagiellonia: 2010